# Pierre-Nicolas-Étienne Langlois
Pierre-Nicolas-Étienne Langlois, né le 1er juillet 1756 à Lintot et mort le 19 avril 1819 à Rouen, est un homme politique français.

## Biographie
Il est administrateur du district de Dieppe au début de la Révolution.
Il est élu, le 7 septembre 1791, député de la Seine-Inférieure à l'Assemblée législative. Il siège obscurément dans les rangs de la majorité.

## Famille
Il est le fils de Pierre Nicolas Langlois, avocat, et Marie Bonne Marguerite Albitte. Par sa mère, il est le cousin germain d'Antoine-Louis Albitte (1761-1812), député de la Seine-Inférieure à l'Assemblée législative.
Il épouse le 8 juin 1780 à Rouen (paroisse St Pierre l'Honoré) Louise Henriette Claude Guesdon, fille de Pierre Charles Guesdon, avocat au bailliage et présidial de Caen, et Marguerite Philippe. Il devient ainsi le beau-frère de l'avocat Jean-Baptiste Louis Ducastel (1739-1799).
Ils divorcent en 1794, l'ex-Mme Langlois se remarie avec son ex-amant Nicolas Vimar, élu aussi député à l'Assemblée législative.

## Portrait peu flatteur
« Ce dernier est un vrai butort, moitié bourgeois, moitié paysan, végétant, pendant neuf mois de l'année, dans une chaumière aux environs de Dieppe. [...] Langlois, qui n'est à sa place qu'avec des dindons, ne fait qu'un saut de sa basse-cour à l'assemblée. » À Deux liards, À Deux liards, mon journal, n° 15. Numérisé